# Ivo Daneu
Ivo Daneu (Maribor, 6 de outubro de 1937) é um ex-basquetebolista esloveno que integrou a Seleção Iugoslava na disputa de três Olímpiadas (1960, 1964 e 1968) e conquistando a medalha de prata na Cidade do México em 1968.
Quando a Iugoslávia conquistou seu primeiro título mundial em 1970 foi declarado o MVP do torneio.